# Partotsqari
Partotsqari (georgiska: ფართოწყარი), eller Partotsqali (ფართოწყალი), är en sjö i Georgien. Den ligger i den västra delen av landet, strax norr om floden Rionis mynning i Svarta havet vid staden Poti.